# ديوغو
ديوغو (بالبرتغالية: Diogo Douglas Santos Andrade Barbosa‏) (18 ديسمبر 1984 ببلدية إيستانكيا في البرازيل - ) هو لاعب كرة قدم برازيلي في مركز الظهير. لعب مع نادي باهيا ونادي ساو كايتانو ونادي سبورت ريسيفه ونادي سيارا ونادي كورينثيانز ونادي سي آر بي ونادي غريميو بارويري وClub Sportivo Sergipe ‏ ونادي موجي ميريم ونادي مونتي أزول ونادي سانتا كروز وديسبورتيفا كونفيانكا ‏ وClube Atlético do Porto ‏.

## وصلات خارجية
- ديوغو على موقع قاعدة بيانات كرة القدم.إي يو (الإنجليزية)
- ديوغو على موقع Soccerway.com (الإنجليزية)